# 염산초등학교 낙월분교
염산초등학교 낙월분교는 대한민국 전라남도 영광군 낙월면 상낙월리에 있는 공립 초등학교이다.

## 학교 연혁
- 1931년 9월 5일 낙월공립보통학교 개교
- 1938년 4월 1일 낙월공립심상소학교로 개칭
- 1939년 4월 1일 6년제 승격
- 1941년 4월 1일 낙월공립국민학교로 개칭
- 1950년 5월 1일 낙월국민학교 개명
- 1991년 3월 1일 병설유치원 개원
- 1991년 3월 1일 낙월서국민학교 통폐합[1]
- 1996년 3월 1일 낙월초등학교 개칭
- 2011년 2월 18일 제75회 졸업식(2명, 누계 1158명)
- 2011년 3월 1일 염산초등학교 낙월분교로 편입

## 참고 자료
- 염산초등학교낙월분교장 - 한국교육학술정보원 학교알리미